# 1894

## Събития
- 31 май (19 май стар стил) – Съставено е шестнадесетото правителство на България, начело с Константин Стоилов.
- 21 декември (9 декември стар стил) – Съставено е седемнадесетото правителство на България, начело с Константин Стоилов.
- издадени са Бератите за митрополити в Битоля, Дебър, Струмица – политика на културно национална автономия за Македония.
- 26 май – Емануел Ласкер става вторият световен шампион по шахмат.
- 1894 – Работещият във Варна швейцарски учител Жорж де Режибюс донася първата футболна топка в България.

## Родени
- ? – Борис Шаранков, български футболист
- Надежда Станчова,
- Петър Николов, български фармаколог († 1990)
- Щерю Божинов, български военен деец
- 30 януари – Борис III, цар на България
- 2 февруари – Жорж Папазов, български художник
- 14 февруари – Джак Бени, американски актьор и комик († 1974)
- 20 февруари – Борис Йоцов, български филолог и политик
- 23 февруари – Димитър Атанасов, български агроном
- 2 март – Александър Опарин, руски биолог
- 24 март – Дора Метева, поетеса и преводач
- 17 април – Никита Хрушчов, съветски политик
- 26 април – Рудолф Хес, германски политик († 1987)
- 27 май – Дашиъл Хамет, американски писател († 1961)
- 27 май – Луи-Фердинан Селин, френски писател († 1961)
- 8 юни – Борис Стефанов, български ботаник
- 13 юни – Димитър Пешев, български политик
- 16 юни – Фьодор Толбухин, съветски маршал († 1949)
- 23 юни – Алфред Кинси, американски изследовател на сексуалността
- 23 юни – Едуард VIII, крал на Англия
- 13 юли – Исак Бабел, съветски новелист и драматург
- 22 юли – Оскар Мария Граф, немски писател
- 25 юли – Уолтър Бренан, американски актьор
- 25 юли – Гаврило Принцип, сръбски националист
- 26 юли – Олдъс Хъксли, Английски писател
- 2 септември – Йозеф Рот, австрийски писател
- 15 септември – Жан Реноар, френски режисьор
- 14 октомври – Е. Е. Къмингс, поет авангардист
- 14 октомври – Хайнрих Любке, 2-ри Бундеспрезидент на Германия
- 24 ноември – Атанас Попов, Български художник и театрален деец
- 26 ноември – Норберт Винер, математик, логик
- 28 ноември – Аркадий Фидлер, полски писател и пътешественик

## Починали
- ? – Анастасия Димитрова, българска учителка
- Неделя Петкова, българска просветителка
- 1 януари – Хайнрих Херц, немски физик
- 4 февруари – Адолф Сакс, белгийски изобретател
- 6 февруари – Теодор Билрот, австрийски хирург
- 7 февруари – Георги Бабаджанов, български революционер
- 13 февруари – Николай Павлович, български художник
- 13 февруари – Франьо Рачки, хърватски историк и общественик
- 12 март – Август Чешковски, полски философ
- 12 март – Иларион Прянишников, руски художник, передживник
- 20 март – Лайош Кошут, унгарски държавник
- 31 март – Павел Яблочков, руски изобретател
- 13 април – Филип Шпита,
- 19 април – Сава Доброплодни, български просветен деец
- 12 май – Екатерина Михайловна, Велика руска княгиня
- 1 юни – Николай Ге, руски художник, передвижник (* 1831 г.)
- 24 юни – Сади Карно, Президент на Франция
- 26 юли – Цани Гинчев, български писател
- 8 септември – Херман фон Хелмхолц, германски физик и физиолог
- 16 септември – Ангел Обретенов, български революционер
- 11 октомври – Алексей Корзухин, руски художник, передвижник (* 1835 г.)
- 3 декември – Робърт Луис Стивънсън, британски писател („Островът на съкровищата“ и „Странният случай с доктор Джекил и мистър Хайд“) (* 1850 г.)